# Yacimientos Petrolíferos Fiscales
YPF, Yacimientos Petrolíferos Fiscales (gisement pétrolifère d'État), est une entreprise spécialisée dans l'exploitation, l'exploration, la distillation, la distribution et la vente de pétrole ainsi que ses dérivés. 
C'est la plus grande entreprise d'Argentine qui emploie directement ou indirectement plus de 46 000 personnes. Elle a été fondée comme entreprise d'État en 1922, pendant la présidence de Hipólito Yrigoyen, et est la première grande entreprise intégrée verticalement dans le monde. Elle est aussi la première entreprise pétrolière d'un pays non européen et autre que les États-Unis. Son exemple inspira nombre de gouvernements sud-américains, à commencer par le Mexique (PEMEX)
Son premier directeur fut le colonel Enrique Mosconi. En 1992, elle a été privatisée sous la présidence de Carlos Saul Menem.
En 1999, YPF a été acquise par l'entreprise espagnole Repsol, laquelle prit le contrôle de 97,8̤̤% du capital contre environ 15 milliards d'euros. Dans le contexte de la crise argentine (qui mena au défaut de paiement de 2001), cette vente aurait dû permettre de renflouer les caisses de l'État argentin, mais fut insuffisante pour cela. Cependant, en 2012, la présidente Cristina Fernández de Kirchner a annoncé la volonté du Congrès de renationaliser l'entreprise. Après d'âpres négociations -rendues plus tendues encore par des rumeurs de volonté de rachat par Sinopec ainsi que par la découverte d'un grand gisement de pétrole de schiste (Vaca Muerta)-, les deux parties s'accordent le 3 mars 2012 sur une prise de contrôle de 51% par l'État.  
Aujourd'hui, l'entreprise YPF est cotée au Merval, le principal indice boursier de Buenos Aires.

## L'entreprise
Fin 2011, YPF avait en Argentine un réseau de 1 600 stations-services et 26 sites d'exploration sur terre et mer qui couvrent un total de 148 000 mètres carrés.